# Josep Font (dissenyador)
Josep Font (Santa Perpètua de Mogoda, 1964) és un dissenyador, modista i director creatiu català.

## Biografia
Va començar la seva trajectòria als anys vuitanta amb la seva pròpia firma amb la que va desfilar tres vegades a la Setmana de la Moda d'Alta Costura. L'any 2010 es va produir el trencament entre el modista i la seva sòcia, el que va provocar que Font abandonés la firma i perdés la possibilitat de desfilar amb el seu propi nom.
L'any 2012 va començar a treballar com a director creatiu a la firma de moda Del Pozo.
L'any 2014 guany el Premi Nacional de disseny de moda concedit pel Ministeri d'Educació, Cultura i Esports d'Espanya.